# Campo de Marte (rione de Roma)

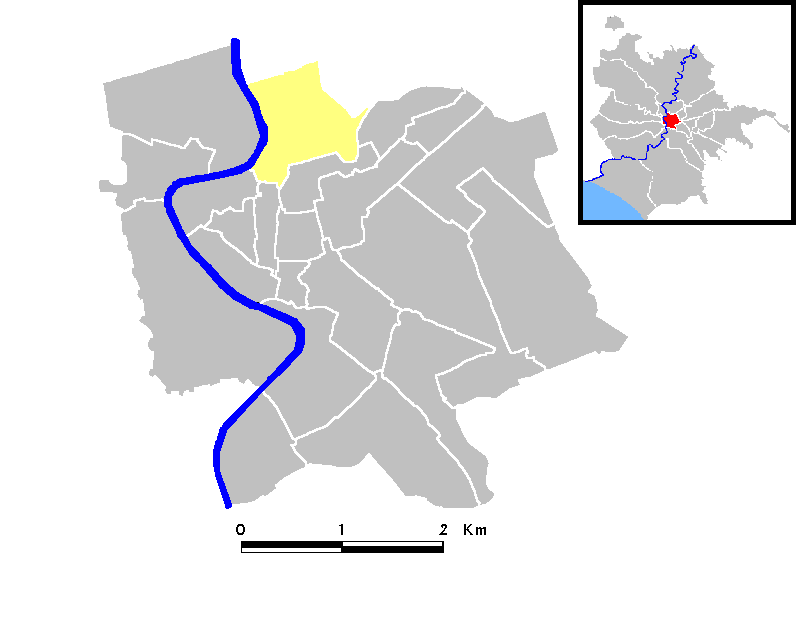
Mapa do Rione IV - Campo Marzio.

Campo de Marte (em italiano: Campo Marzio) é um dos vinte e dois riones de Roma, oficialmente numerado como Rione IV, localizado no Municipio I. Seu nome é uma referência ao antigo Campo de Marte, que cobria uma área muito maior.
Na época da Roma Antiga, a região do Campo de Marte tinha aproximadamente 2 km2 e estava fora do pomério. Na época de Augusto, a área toda foi incorporada à cidade e, nas sua reforma administrativa, foi dividida em dois regiões, a Região VII - Via Lata e a Região IX - Circo Flamínio. Durante a Idade Média, por causa da dificuldade de obter água nas zonas mais altas da cidade, foi a região mais populosa de Roma. O nome "Campo de Marte" (em italiano:  Campo Marzio) é atualmente restrito ao rione IV da cidade, que cobre uma área muito menor do que a antiga região.
Do ponto de vista orográfico é uma vasta área plana, delimitada por uma curva do Tibre ao norte do Quirinal e do Capitolino.

## Vias e monumentos

Brasão do rione, de significado desconhecido: um crescente em prata num fundo azul.

- Fontana del porto di Ripetta
- Lungotevere Arnaldo da Brescia
- Lungotevere in Augusta
- Lungotevere Marzio
- Monte Pincio
- Obelisco Salustiano
- Piazza Augusto Imperatore
- Piazza Borghese
- Piazza Nicosia
  - Fontana del Trullo
- Piazza del Popolo
  - Fontana del Nettuno
- Piazza di Spagna
  - Coluna da Imaculada Conceição
  - Scalinata di Trinità dei Monti
  - Fontana della Barcaccia
- Ponte Cavour
- Ponte Regina Margherita
- Torre della Legnara (Via di Monte Brianzo)
- Tridente
- Via del Babuino
  - Fontana del Babuino
- Via dei Condotti
- Via del Corso
- Via Frattina
- Via Gregoriana
- Via Lata
- Via Margutta
- Via di Ripetta
- Via Sistina

### Antiguidades romanas
- Altar da Paz (Ara Pacis)
  - Estela de Satúrnia
- Mausoléu de Augusto
- Coluna de Antonino Pio
- Pântano da Cabra
- Porto di Ripetta
- Sepulcro dos Domícios

## Edifícios

### Palácios evillas
- Albergo d'Inghilterra
- Casa Alessandrini (Piazza in Campo Marzio)
- Casa dei Borgognoni
- Casa del Canova
- Casa di Giuseppe Verdi (Via di Campo Marzio, 2)
- Casa di Goethe
- Casina Valadier
- Locanda dello Spagnolo Monserrati (Vicolo del Leonetto)
- Palazzo dell'Albergo Plaza (Via del Corso, 128)
- Palazzetto Ansellini
- Palazzo Aragona Gonzaga
- Palazzo dell'Arciconfretrnita dei Lombardi
- Palazzo D'Aste a Via di Ripetta
- Palazzo Boncompagni Cerasi
- Palazzo Boncompagni Sterbini
- Palazzo Borghese
- Palazzo della Famiglia Borghese
- Palazzo Capilupi
- Palazzo Capponi Della Palma (Via di Ripetta 246)
- Palazzo Cardelli
- Palazzo del Conservatorio delle Zitelle (Via di Ripetta)
- Palazzo del Consolato di Spagna (Via di Campo Marzio, 34)
- Palazzo Corrodi
- Palazzo Della Genga
- Palazzo Firenze
- Palazzo Gabrielli-Mignanelli
- Palazzo Gomez Silj
- Palazzo Incontro
- Palazzi dell'INPS a Piazza Augusto Imperatore (norte, leste e sul)
- Palazzo Maffei Borghese (Via del Clementino, 91)
- Palazzo Magistrale (ou Palazzo di Malta)
- Palazzo Magnani (Via di Campo Marzio, 46)
- Palazzo Marescotti (Via di Campo Marzio, 69)
- Palazzo Maruscelli Lepri
- Palazzo Mereghi (Via della Fontanella di Borghese, 35)
- Palazzo Nainer
- Palazzo Negroni
- Palazzo Nuñez-Torlonia
- Palazzo Patrizi Naro Montoro
- Palazzo dei Piceni (ou Pallavicini)
- Palazzo Poniatowsky (Via della Croce, 78)
- Palazzo del Principe di Polonia
- Palazzo Pulieri (Via del Corso, 480)
- Palazzo Rondinini
- Palazzo Ruspoli
- Palazzo di Spagna ou Palazzo Monaldeschi
- Palazzo dei Telamoni (Via della Croce, 70)
- Palazzetto Torlonia a Via Tomacelli
- Palazzo dell'Unione Militare
- Palazzo Valdina Cremona (Via dei Prefetti, 17)
- Palazzo Vitelli
- Palazzetto Zuccari
- Villa Malta (ou Villa delle Rose)
- Villa Medici

### Outros edifícios
- Accademia di Belle Arti di Roma
- Accademia Musicale di Santa Cecilia
- Anfiteatro Correa
- Antico Caffè Greco
- Arcispedale di San Giacomo degli Incurabili
- Babington's Tea Rooms
- Bibliotheca Hertziana
- Casa museo di Giorgio de Chirico
- Caserma Giacomo Acqua
- Convento dei Padre Minimi Francesi
- Convento del Sacro Cuore
- Convento di Sant'Agostino
- Collegio Clementino‎
- Collegio degli Illirici (Pontificio Collegio Croato di San Girolamo)
- Collegium Graecorum
- Conservatorio della Divina Provvidenza
- Keats-Shelley Museum (Casina Rossa)
- Liceo Artistico Ripetta
- Ospedale dell'Arciconfraternita dei Lombardi
- Ospedale San Giacomo (Via del Corso)
- Ospizio di Liegi (Via di Monte d'Oro)
- Pontificio Collegio Greco
- Teatro Carmelo Bene
- Teatro Metastasio

### Igrejas
- Sant'Antonio in Campo Marzio
- Sant'Atanasio
- Santi Ambrogio e Carlo al Corso
- Gesù e Maria
- San Giacomo in Augusta (ou San Giacomo degli Incurabili)
- San Giorgio e Martiri Inglesi
- San Giovanni Battista de La Salle
- San Girolamo dei Croati
- San Gregorio dei Muratori
- San Gregorio Nazianzeno
- Sant'Ivo dei Bretoni
- Santa Lucia della Tinta
- Santa Maria del Divino Amore
- Santa Maria in Montesanto
- Santa Maria dei Miracoli
- Santa Maria del Popolo
- Santa Maria della Concezione in Campo Marzio
- Santa Maria Portae Paradisi
- San Nicola ai Prefetti
- Resurrezione di Nostro Signore Gesù Cristo
- San Rocco in Augusteo
- Santissima Trinità degli Spagnoli
- Trinità dei Monti

Igrejas desconsagradas
- San Gaetano alla Villa Medici
- Santi Giuseppe e Orsola
- Santa Maria del Rosario della Divina Provvidenza
- Santissimo Sacramento di San Lorenzo in Lucina

Igrejas demolidas
- Santa Maria dell'Assunzione al Collegio Clementino
- San Sebastianello
- Santissimo Sacramento e Caterina da Siena
- San Trifone in Posterula

Templos não-católicos
- Ognissanti in Campo Marzio